# Софі О'Салліван
Софі О'Салліван (21 грудня 2001) — ірландська легкоатлетка. Виграла срібну медаль у бігу на 800 метрів на чемпіонаті Європи з легкої атлетики серед юніорів до 18 років у 2018 році в Дьєрі, Угорщина. О'Салліван виграла золото в бігу на 1500 метрів на чемпіонаті Європи з легкої атлетики серед юніорів до 23 років 2023 року в Еспоо, Фінляндія. Представляє команду «Вашингтонські Гаскі» з Університету Вашингтона на змаганнях з легкої атлетики NCAA.

## Кар'єра

### 2023 рік
На попередніх змаганнях Вашингтонського університету 14 січня на арені «Демпсі» в Сіетлі, О'Салліван показала особисті рекорди в бігу на милю (4:36,67, 6-те місце у своїй групі та в загальному заліку) та на 800 метрів (2:05,87, 1-ше місце у своїй групі та 5-те місце в загальному заліку). Вона також бігла в естафеті 4 по 400 метрів, де Вашингтонський університет фінішував 4-м з 15 команд з результатом 3.56.4. На змаганнях University of Washington Invitational 28 січня вона пробігла 3000 метрів за 9.03,91, фінішувавши другою, поступившись Емілі Вентерс з Юти. Час О'Салліван став 6-м за швидкістю в історії Університету Вашингтона. Також бігла в старті естафеті 4 по 400, де її команда посіла 2-ге місце з часом 3:45,21, поступившись команді штату Сан-Дієго.
3 лютого 2023 року у складі естафетної команди Університету Вашингтона, разом з Марленою Прей, Карлі Томас та Анною Гібсон, вона допомогла «Хаскі» здобути перемогу в жіночій комбінованій естафеті на дистанції 4000 м у Центрі легкої атлетики та тенісу Бостонського університету імені Брюса Ліхана та Скарлет Уайт, показавши час на дистанції 1200 м — 3.16.24. Результат команди 10:46.62 став новим рекордом NCCA. На тих же змаганнях вона фінішувала 8-ю в забігу на милю з часом 4:39:35. На змаганнях Huskey Classic на Dempsey Arena 11 лютого О'Салліван захопила лідерство у стартовому забігу на милю серед жінок за 200 метрів до фінішу й утримала перемогу, поліпшивши свій рекорд на цій дистанції до 4:33. 24 і стала 5-ю в історії університету. Незабаром після цього вона посіла 19-те місце на дистанції 800 метрів, показавши результат 2.08,94.
На змаганнях Стенфордського університету в Пао-Альто, Каліфорнія, 1 квітня О'Салліван фінішувала другою у загальному заліку на дистанції 1500 метрів з часом 4:17:46. 22 квітня вона продовжила цей успіх знову в Пао-Альто, Каліфорнія, пробігши 1500 метрів в естафеті 4 по 1500 метрів, в якій Вашингтон посів третє місце з результатом 17:15,64. 29 квітня на змаганнях Penn Relays допомогла команді Університету Вашингтона двічі фінішувати у трійці лідерів, показавши час 4:18, що допомогло естафеті 4×1500 м посісти третє місце, та 2:07, що допомогло естафеті 4×800 м посісти друге місце.
28 травня на попередніх змаганнях NCCA в Сакраменто, Каліфорнія, О'Салліван виграла свій забіг на 1500 метрів з новим особистим рекордом 4.08.06 і пройшла у фінал NCCA в Остіні, штат Техас, 7-10 червня. Її час став найшвидшим на цій дистанції в історії Університету Вашингтону, восьмим у списку рекордів Ірландії та 11-м у списку рекордів NCCA. 8 червня О'Салліван була найшвидшою у кваліфікаційному забігу на 1500 м фінала NCCA в Остіні, штат Техас, пробігши його за 4:09.58. Вона не змогла зберегти цю форму у фіналі 10 червня, фінішувавши 12-ю з результатом 4.22.81. Забіг виграла Майя Рамсден з Гарварду з результатом 4.08.60.
На національному чемпіонаті Ірландії серед молоді до 23 років, що відбувся 2 липня в Талламорі, графство Оффалі, О'Салліван зробила дубль, здобувши золото на дистанціях 800 м (2.10.04) та 1500 м (4.27.02). 22 червня 2023 року вона виграла біг на 1500 м у третьому дивізіоні командного чемпіонату Європи в Кракові з часом 4:27,96, що допомогло команді Ірландії підвищетися в класі.
16 липня О'Салліван виграла забіг на 1500 м на чемпіонаті Європи серед спортсменів до 23 років в Еспоо, Фінляндія. Її переможний час став новим особистим рекордом — 4.07.18. Вона випередила ірландку Сару Гілі (4:07.36) та британку Шеннон Флокхарт (4:08.37). 30 липня на чемпіонаті Ірландії з легкої атлетики серед жінок на дистанції 1500 м вона (виступаючи за Баллімор-Кобх) посіла друге місце з часом 4:12:00, поступившись Сарі Гілі (Університетський коледж Дубліна).
4 серпня О'Салліван пробігла 1000 м за 2:37,08 — найшвидший час в історії університетських змагань США, рекорд Ірландії до 23 років і третій найшвидший час серед ірландських жінок (після Соні О'Салліван та Сіари Магін) — на змаганнях CITIUS Meeting, World Continental Challenge, на стадіоні Ванкдорф у Берні, Швейцарія. 4 серпня фінішувала четвертою у забігу, який виграла Еббі Колдуелл з Австралії з результатом 2.34.63.
19 серпня О'Салліван змагалася у кваліфікаційних забігах на 1500 м на чемпіонаті світу з легкої атлетики 2023 року. Вона покращила свій особистий рекорд до 4.02.15, фінішувавши 8-ю у своєму забігу і лише трохи не дотягнувши до кваліфікації в наступний раунд. Її час 4.02.15 є швидшим за кваліфікаційний норматив на Олімпійські ігри 2024 року в Парижі. Результат О'Салліван став п'ятим найшвидшим серед ірландських спортсменок, перше місце посіла національна рекордсменка Кіара Мейджін (3.55.87).
5 вересня на Palio Citta' Della Quercia в Роверето, Італія, О'Салліван фінішувала другою на дистанції 3000 м з результатом 8.44,72, поступившись Вубріст Ашаль (Ефіопія). Час О'Салліван побив рекорд Ірландії серед спортсменок до 23 років і став третім найшвидшим серед ірландок, поступаючись лише Мері Каллен (8:43.74) та Соні О'Салліван (8:21.64). 8 вересня 2023 року О'Салліван встановила особистий рекорд — 2:01,43 на дистанції 800 м на змаганнях Volksbank Trier Flutlichtmeeting на Мозельштадіоні, Трір, Німеччина, фінішувавши другою після Вівіан Четбет Кіпротіч з Кенії. Цей час став 12-м найшвидшим в ірландському рейтингу за всю історію, поступившись рекордсменці країни Кіарі Маген (1.59.27).
27 жовтня, виступаючи на своїй домашній трасі в регіональному парку Chambers Creek в Юніверсіті Плейс, штат Вашингтон, у чемпіонаті з кросу 2023 року PAC 12, О'Салліван фінішувала на шостій позиції на дистанції 6 км і привела команду Washington Huskies до командного титулу. Її час склав 19:33,80.
18 листопада О'Салліван взяла участь у чемпіонаті NCCA Дивізіону 1 з кросу по пересіченій місцевості на фермі «Панорама» поблизу Шарлоттсвілля, штат Вірджинія. Вона фінішувала на 56-му місці з часом 20,16 на дистанції 6 км і допомогла команді Washington Huskies фінішувати на 8-му місці в командній гонці. Софі подолала 1000 метрів на 21-й позиції (2.27), 2000 м на 26-й (6.20), 3000 м на 39-й (9.50), 4000 м на 60-й (13.19) та 5000 м на 65-й (17.02), перш ніж на останньому кілометрі піднятися на 56-ту позицію. Переможницею стала Паркер Велбі з Флориди з часом 18,55, а чемпіонка 2022 року Кейтлін Туохі з Університету штату Північна Кароліна посіла 5-те місце з часом 19,23. Команда штату Північна Кароліна виграла командні перегони.

### 2024 рік
28 січня О'Салліван розпочала свій сезон у приміщенні, посівши третє місце в бігу на милю на змаганнях Університету Вашингтона/Майл-Сіті на Демпсі-Арені в Сіетлі. Її час склав 4:35,63, що на дві секунди менше її особистого рекорду. 24 лютого вона фінішувала шостою в бігу на милю на змаганнях Університету Вашингтона Ken Shanahan Last Chance з результатом 4:38,98.
10 травня О'Салліван розпочала свій сезон на відкритому повітрі, вигравши свій забіг на 1500 метрів на чемпіонаті Pac 12 з легкої атлетики на стадіоні Поттс Філд у Боулдері, штат Колорадо. Вона пробігла дистанцію за 4.21.33. У фіналі забігу на 1500 метрів 12 травня О'Салліван фінішувала сьомою з результатом 4.22.72, поступившись товаришці по команді зі штату Вашингтон Хлої Форестер, чий переможний час становив 4.16.33. О'Салліван також пробігла 5000 метрів, фінішувавши 18-ю з результатом 17:30.40.
На Західному регіональному турнірі NCCA, що відбувся 23 травня в легкоатлетичному комплексі імені Джона Макдоннелла у Фейєтвіллі, штат Арканзас, О'Салліван посіла друге місце у четвертому забігу першого раунду на дистанції 1500 метрів з часом 4:20:35, тим самим кваліфікувавшись до чвертьфіналу. 25 травня на тих самих змаганнях О'Салліван посіла друге місце в першому забігу чвертьфіналу з часом 4.09.61, поступившись Джульєт Черубет з Техаського технологічного університету (4.09.04), що дозволило їй кваліфікуватися до фіналу NCCA в Юджині, штат Орегон, з 5 по 8 червня.
У півфіналі NCCA в Юджині, штат Орегон, 6 червня О'Салліван фінішувала четвертою у першому забігу на 1500 метрів, автоматично кваліфікувавшись до свого другого поспіль фіналу з найкращим часом сезону 4.08.04, восьмим серед 12 кваліфікованих учасниць. У фіналі 8 червня О'Салліван фінішувала 12-ю, показавши час 4.13.39. Перемогу здобула Майя Рамсден з Гарварду з часом 4.06.62.
16 червня на Гран-прі Фолксам у Соллентуні, Швеція, О'Салліван фінішувала 10-ю на дистанції 1500 метрів з результатом 4.22.93.
29 червня на стадіоні «Мортон» у Сантрі, Дублін, О'Салліван виграла свій забіг на чемпіонаті країни на дистанції 1500 метрів з часом 4:26:21 30 червня у фіналі О'Салліван виграла свій перший національний титул серед дорослих, пробігши цю ж дистанцію за 4.20.25, випередивши Карлу Суїні (4:21:13) та Медісон Муні (4:21:70).
9 липня на змаганнях Cork City Sports у Технологічному коледжі Манстера в Бішопстауні О'Салліван показала час 9.08,66 і посіла 12-те місце в бігу на 3000 метрів. 12 липня вона показала найкращий результат сезону (4.05.77) на дистанції 1500 метрів, посівши друге місце після Шеннон Флокхарт (4.04,98) на Morton Games на стадіоні Morton у Дубліні. 14 липня О'Салліван показала рекордний час 2.00,08 і посіла п'яте місце в бігу на 800 метрів на змаганнях Sport e Solidarietà Lignano на стадіоні G. Teghil, Ліньяно-Сабб'ядоро в Італії, поступившись італійці Елоїзі Койро, яка виграла забіг з часом 1.59.26. Час О'Салліван підняв її на 4-те місце в списку найкращих ірландських бігунів усіх часів.
6 серпня О'Салліван фінішувала 7-ю у першому раунді забігу на 1500 м на Олімпійських іграх у Парижі з особистим рекордом 4.00.23, поступившись переможниці Гудаф Тесгей з Ефіопії (3.58.84). Оскільки лише перші шість кваліфікувалися безпосередньо до півфіналу, О'Салліван бігла у повторному забігу 7 серпня. Час О'Саллівана був 8-м серед усіх спортсменів першого раунду. Результат О'Салліван перемістив її на четверте місце в списку рекордів Ірландії, після Сіарі Магіан (3.55.87), Сарі Гілі (3.5746) та Соні О'Салліван (3.58.85). Це також було в межах кваліфікаційного нормативу на чемпіонат світу з легкої атлетики наступного року в Японії. Четвертого місця О'Салліван у повторному забігу 7 серпня не вистачило, щоб отримати місце у півфіналі. Її час склав 4.03.07 у забігу, який виграла Бірке Хейлом з Ефіопії.
19 жовтня Софі розпочала свій кросовий сезон 2024 року, фінішувавши 42-ю на відбіркових змаганнях у Вісконсині, подолавши дистанцію 6 км з часом 20:10:4, показуючи в середньому 5:24:6 за милю. Софі фінішувала п'ятою і стала останньою в команді «Вашингтон Хаскі», яка посіла друге місце. 1 листопада на чемпіонаті Big Ten з кросу в Савойї, штат Іллінойс, О'Салліван знову стала п'ятою в команді «Хаскі», яка посіла друге місце після команди «Орегон». Вона фінішувала на 18-му місці з часом 19,45, обігнавши 11 бігунів на останньому кілометрі. 15 листопада на Західному регіональному кросі NCCA в Кофаксі, штат Вашингтон, Софі фінішувала на 33-й позиції за 20.27 на 6 км і була п'ятою серед «хаскі», допомігши команді посісти третє місце після Орегону і Стенфорду. 23 листопада О'Салліван посіла 135-те місце на чемпіонаті NCCA в дивізіоні 1 з кросу на полі Thomas Zimmer Championship Course у Медісоні, штат Вісконсин. Вона посіла п'яте місце серед членів команди «Хаскі», які фінішували 13-ми в загальному заліку. На останньому кілометрі О'Салліван піднялася на 40 місць. Час О'Саллівана на дистанції 6 км склав 20,45.
О'Салліван фінішувала на 8-й позиції на дистанції в одну милю на змаганнях Kalākaua Merrie Mile в Гонолулу, Гаваї, 7 грудня з часом 4.39.33, а перемогу здобула Ніккі Хільц (США) з часом 4.28.65.

### 2025 рік
Софі розпочала свою кампанію 2025 року перемогою на дистанції 1500 метрів на змаганнях Perth Track Classic в Австралії 1 березня з часом 4.06.74. 21 березня вона фінішувала шостою у третьому забігу на 1500 метрів на чемпіонаті світу з легкої атлетики в приміщенні в Нанкіні, Китай, з часом 4:16,68, встановивши новий особистий рекорд у приміщенні. 29 березня Софі фінішувала 8-м на дистанції 1500 метрів на змаганнях Maurie Plant Continental Tour на стадіоні «Лейксайд» у Мельбурні, Австралія, з результатом 4:12:91, поступившись австралійкам Клаудії Холлінгсворт (4:05:97), Сарі Біллінгс (4:06:37) та Лінден Холл (4:06:89), які посіли призові місця.
17 квітня Софі повернулася до змагань NCCA на турнірі Bryan Clay invitational в Азузі, Каліфорнія, та фінішувала на третій позиції в елітному забігу на 800 метрів з часом 2.00.61, поступившись Мікаелі Роуз з LSU (2.00.22) та Меггі Кондон з Північної Аризони (2.00.27). 18 квітня на тих же змаганнях Софі була третьою в елітному забігу на 1500 метрів з результатом 4.08.69, поступившись Хлої Флорстер (яка також представляла Вашингтон) (4.05.75) та Меггі Конгдон (4.07.23).
26 квітня на змаганнях Penn Relays Софі сприяла другому місцю команди Вашингтон в естафеті 4 по 1500 метрів з часом 17:10:88, що стало найшвидшим часом для жінок «Хаскі», разом з подругами по команді Мією Кохран, Аміною Матуг та Хлої Ферстер. Приблизно через 90 хвилин Софі разом з подругами по команді Клер Єрбі, Хлої Ферстер та Меггі Лібіх фінішувала третьою в естафеті 4 по 800 м. Результат Софі — 2:05:09, а найкращий час показала Ферстер (2:01:35).

## Особисте життя
Софі — донька ірландської чемпіонки світу та срібної олімпійської призерки Соні О'Салліван. У неї є дві зведені сестри, Софі Бідо та Сіара Бідо.